# St Mary's Chapel (Sand)
St Mary's Chapel, ook St Mary's Church genoemd, is de ruïne van een middeleeuwse kerk, niet later gebouwd dan de zestiende eeuw, gelegen in Sand, parochie Sandsting, op het Shetlandse Mainland (Schotland).

## Beschrijving
St Mary's Chapel kijkt uit over Sand Voe. Enkel de boog die het rechthoekige schip scheidde van de kansel is intact overgebleven. De resten van de muren zijn zichtbaar. De kapel ligt in de 21e eeuw op een begraafplaats. Het altaar was gepositioneerd aan de zijde van het meer. De kapel bestond zeker al in het begin van de zeventiende eeuw. In 1841 had de kapel nog een dak. De kapel zal gezien de eenvoudige stijl gebouwd zijn in de twaalfde eeuw op zijn vroegst en in de zestiende eeuw op zijn laatst.
Er is een legende dat de kapel zou zijn gebouwd door schipbreukelingen van een schip van de Spaanse Armada als dank voor de hulp die de bewoners van Sand hadden gegeven. Het schip zou gestrand zijn op het 1,6 kilometer verderop gelegen eiland Kirk Holm, waar nog sporen zijn te zien van de versterkingen die de schipbreukelingen hadden opgeworpen. Er zijn zeker schepen van de Spaanse Armada gestrand op de Shetlandeilanden. Zo strandde het vlaggenschip van een van de eskaders op Fair Isle op 27 september 1588.